# Nadežda Aleksandrovna Golovina
Nadežda Aleksandrovna Golovina, nata Jurgenson, in russo Надежда Александровна Юргенсон Головина? (Carskoe Selo, 1855 – Mosca, 1943), è stata una rivoluzionaria russa.

## Biografia
Il padre, Aleksandr Jurgenson, era un insegnante che fu licenziato perché liberale e morì prematuramente di alcolismo e di tisi. Da lui Nadežda imparò a leggere e conobbe i racconti di Marko Vovčok, Povera gente e Le notti bianche di Dostoevskij, i Tre ritratti di Turgenev, gli articoli della rivista « Otečestvennye Zapiski » e le poesie di Nekrasov. Più tardi, da Mill e Comte trasse una concezione laica e materialistica della vita.
Conclusi gli studi nel ginnasio di Carskoe Selo nel 1871, s'iscrisse al Conservatorio di San Pietroburgo e fu per qualche mese istitutrice in una ricca famiglia borghese. In questo periodo conobbe la letteratura illegale diffusa tra gli studenti dell'Università. Nel 1873 lasciò il Conservatorio ed entrò nell'Accademia medico-chirurgica, appena aperta alle donne, per conseguire il diploma di ostetrica.
Si legò a un circolo di studenti e ragazze bakuniniane che predicavano l'« andata nel popolo » e vivevano in comune nel quartiere di Vyborg. Nella primavera del 1874, Nadežda Golovina lasciò l'Accademia per lavorare dapprima in una fabbrica tessile di Ochta, vicino Pietroburgo, e poi trasferirsi nel villaggio di Stepanovka, presso Penza, per svolgere propaganda politica con Evgenija Sudzilovskaja, sorella di Nikolaj, in uno dei tanti circoli animati da Porfirij Vojnaral'skij nelle zone di Penza, Samara, Saratov e Tambov.
Quando a Saratov la polizia smantellò un circolo illegale, Golovina andò a Samara per avvertire Vojnaral'skij. Non lo trovò e si fermò nel villaggio di Malyj Tolkaj, abitato da una colonia di contadini molokani, dissidenti religiosi. Vi conobbe Pavel Černyšëv, morto in carcere nel 1876, il cui funerale, a San Pietroburgo, sfociò in una manifestazione politica. Tornata a Samara, contattò finalmente Vojnaral'skij. Questi la inviò con falsi documenti a Stavropol' e poi nel vicino villaggio di Kulikovka. Il 24 luglio 1874 fu arrestata con Vojnaral'skij a Samara. Fu trasferita a Mosca, dove rimase detenuta per due anni, e poi a San Pietroburgo, alla fortezza Pietro e Paolo, dove si trovò con Ekaterina Breško-Breškovskaja, Ippolit Myškin, Sergej Kovalik e Vojnaral'skij. Trasferita alla casa di detenzione preventiva, vi vide Anna Jakimova. Durante gli interrogatori, non offrì nessuna collaborazione agli inquirenti.
Imputata nel processo dei 193, il 23 gennaio 1878 fu riconosciuta colpevole di propaganda illegale ma fu scarcerata avendo già scontato una lunga detenzione preventiva. Uscita dal carcere, andò a vivere dalla madre. Nella sua casa mantenne i rapporti con altri imputati rilasciati dal tribunale e insieme fecero progetti di liberare Vojnaral'skij, Kovalik e Myškin, ancora detenuti nella fortezza Pietro e Paolo.  Successivamente, avrebbe dovuto partecipare al tentativo di liberare Vojnaral'skij e Kovalik dal carcere di Char'kov, ma poi la sua partecipazione all'impresa fu annullata.
Si trasferì a Ligovo e nel luglio del 1878 a Perm' per lavorare alla costruzione della ferrovia che dalla città avrebbe condotto a Ekaterinburg. Qui sposò Arkadij Golovin, uno degli imputati del processo dei 193. Ebbero due figli che s'impegneranno in politica: uno tra i bolscevichi, l'altro tra i socialrivoluzionari. Passò poi ad abitare nella stazione ancora deserta del villaggio di Biser, dove nascose a lungo Jurij Bogdanovič, incaricato di organizzare la fuga dal confino di Sof'ja Bardina. Nell'estate del 1879 si stabilì a Mosca. Per la mancanza di rapporti con i vecchi compagni non seppe della costituzione di Narodnaja Volja e la successiva crisi del populismo rivoluzionario la tenne lontano dall'impegno politico.
L'occasione per riprendere l'attività politica venne con la Domenica di sangue del 22 gennaio 1905. Nella primavera di quell'anno Nadežda Golovina, non lontano dall'Università di Mosca, aprì un negozio di modista con annesso laboratorio. Qui, a luglio, nelle indagini per l'assassinio del sindaco di Mosca Pavel Šuvalov ad opera del socialrivoluzionario Pëtr Kulikovskij, la polizia trovò armi e munizioni. Rinchiusa in carcere, si ammalò di nefrite ma poté godere dell'amnistia di ottobre e, durante la rivolta di dicembre, la sua casa fu a disposizione degli insorti.
Nel gennaio del 1906, dopo la repressione dell'insurrezione, si rifugiò in Finlandia, tornando a Mosca un mese dopo e stabilendosi sull'Arbat. Lavorò nell'organizzazione sindacale dei sarti e si mantenne in contatto con i socialrivoluzionari. Con la rivoluzione del 1917 entrò nel Partito socialrivoluzionario, e aderì alla rivoluzione d'ottobre, lavorando al giornale « Zemlja », organo comune dei bolscevichi e dei socialrivoluzionari di sinistra. Dal 1921 fece parte della Società degli ex detenuti ed esuli politici, collaborando con il comitato editoriale della rivista « Katorga i ssylka ». Morì a Mosca nel 1943.